# Ганс Кіссель
Філіпп Крістіан Ганс Кіссель (нім. Philipp Christian Hans Kissel; 19 лютого 1897, Мангайм — 30 листопада 1975, Агластергаузен) — німецький офіцер, генерал-майор вермахту. Кавалер Лицарського хреста Залізного хреста.

## Біографія
Син торговця Йозефа Кісселя і його дружини Катаріни, уродженої Трайбер. 23 вересня 1915 року вступив в армію. Учасник Першої світової війни. 30 квітня 1919 року демобілізований. 1 квітня 1935 року вступив в 26-й батальйон комплектування. З 15 липня 1936 року — командир 10-ї роти 34-го піхотного полку, з 6 вересня 1939 року — 3-го батальйону 109-го піхотного полку, з 1 червня 1941 року — 3-го батальйону 228-го піхотного полку, з 25 березня 1942 року — 229-го піхотного полку. Учасник Французької кампанії і Німецько-радянської війни. 1 червня 1942 року важко поранений внаслідок аварії мотоцикла і 15 червня відправлений в резерв ОКГ. Після тривалого лікування 15 березня 1943 року очолив 672-й гренадерський полк. 1 липня 1943 року знову відправлений в резерв ОКГ. З 1 вересня 1943 року — командир 683-го гренадерського полку. 1 листопада 1944 року знову відправлений в резерв ОКГ. 10 листопада 1944 року відряджений в штаб Готтлоба Бергера і призначений начальником командного штабу фольксштурму. 8 травня 1945 року взятий в полон. 26 червня 1947 року звільнений.

## Сім'я
19 вересня 1929 року одружився з Гельмою Бінгенер. В пари народились дочка (1931) і син (1938).

## Звання
- Лейтенант без патенту (5 січня 1917) — 30 грудня 1918 року отримав патент від 13 вересня 1915 року.
- Гауптман служби комплектування (1 квітня 1935)
- Гауптман (15 липня 1936)
- Майор (1 квітня 1938)
- Оберстлейтенант (1 червня 1941)
- Оберст (1 січня 1943)
- Генерал-майор (30 січня 1945)

## Нагороди
- Залізний хрест 2-го і 1-го класу
- Орден Військових заслуг Карла Фрідріха, лицарський хрест
- Почесний хрест ветерана війни з мечами
- Медаль «За вислугу років у Вермахті» 4-го класу (4 роки)
- Медаль «За Атлантичний вал» (15 березня 1940)
- Застібка до Залізного хреста
  - 2-го класу (3 червня 1940)
  - 1-го класу (12 липня 1941)
- Німецький хрест в золоті (18 червня 1942)
- Лицарський хрест Залізного хреста (17 березня 1944)